# Karin Sjöberg
Karin Margareta Sjöberg, född 27 september 1957 i Härlanda församling, Göteborg, är en svensk skådespelare.
Sjöberg studerade vid Scenskolan i Malmö. 

## Filmografi
- 1984 – The Jar
- 1987 – Träff i helfigur (TV-serie)
- 1991 – Rosenbaum (TV-serie)
- 1991 – Tre kärlekar (TV-serie)
- 1992 – Hassel – Svarta banken
- 1992 – Kvällspressen (TV-serie)
- 1993 – Roseanna
- 1993 – Allis med is (TV-serie)
- 1994 – Tre kronor (TV-serie)
- 1995 – Den täta elden (TV-serie)
- 1995 – Du bestämmer (TV-serie)
- 1997 – Emma åklagare (TV-serie)
- 1998 – Pistvakt – En vintersaga (TV-serie)
- 1999 – Dödsklockan
- 2001 – Reuter & Skoog (TV-serie)
- 2001 – Känd från TV
- 2006 – Keillers park
- 2012 – Arne Dahl: De största vatten (TV-serie)

## Teater

### Roller (ej komplett)
| År   | Roll           | Produktion                                                | Regi               | Teater                 |
| ---- | -------------- | --------------------------------------------------------- | ------------------ | ---------------------- |
| 1984 | Sigrid Stålarm | Daniel Hjort eller Skuggornas hämnd Josef Julius Wecksell | Jan Håkanson       | Stockholms stadsteater |
| 1986 |                | Mandragola (La Mandragola) Niccolò Machiavelli            | Radu Penciulescu   | Dramatiska ensemblen   |
| 1991 | Marie David    | Tribadernas natt P.O. Enquist                             | Marianne Tedenstad | Apolloteatern          |